# Art Co'91
 (juin 2015).
Si vous disposez d'ouvrages ou d'articles de référence ou si vous connaissez des sites web de qualité traitant du thème abordé ici, merci de compléter l'article en donnant les références utiles à sa vérifiabilité et en les liant à la section « Notes et références ».
Art Co'91 est une exposition d'art contemporain qui se déroule à Paris au mois de décembre 1991 organisée par l'Association Française pour la Promotion de l'Art Contemporain (AFPAC) avec le soutien du Ministère de la Culture. 

## Description
L'exposition invite à son vernissage les tagueurs de France les plus célèbres de l'époque pour avoir tagué le 2 mai 1991 la station de Métro Musée du Louvre (Stem, Oeno et Gary) à réaliser des performances artistiques sous la forme d'un « tag géant sur des murs de bidons ». L'exposition parrainée par le Ministre de la Culture Jack Lang se déroule dans le socle même de la Grande Arche de la Défense un des monuments les plus emblématiques de la politique de grands travaux du président François Mitterrand. L'événement marquera le début historique de la reconnaissance officielle du tag en France communément appelé aujourd'hui Street Art. La volonté du ministère de Jack Lang étant d'envoyer le signal fort que, désormais, l'art contemporain comptait un nouveau mouvement artistique. Il s'agissait d'exprimer cette position audacieuse non seulement en direction du monde de l'Art, encore très majoritairement réticent à une telle reconnaissance, mais aussi à l'ensemble de l'opinion publique totalement hermétique à une telle réalité.
L'exposition a bénéficié pour la sélection de certains artistes de la complicité du critique d'art Bernard Lamarche Vadel qui fut notamment responsable de l'identification du mouvement de la Figuration Libre en France au début des années 1980 aux côtés des peintres Robert Combas et Di Rosa.
Outre les tagueurs du Louvre, les artistes étaient présentés à l'exposition Art Co'91 étaient : SP 38, Dominique Larrivaz, Douglas Pacadis et Thierry Cheverney. Cependant, au cours du vernissage, de nombreux tagueurs étaient arrivés de toute l'Île-de-France pour s'associer à la performance.
Au mois de février suivant, une nouvelle opération de tags de la station de Métro Musée du Louvre (février 1992) réalisée par un autre groupe de tagueurs (lui resté non identifié) amplifia encore la polémique autour de cette exposition en mettant directement en cause la responsabilité du Ministère de la Culture pour avoir soutenu et financé publiquement dans le cadre d'un événement réalisé dans un monument national les trois premiers auteurs d'une dégradation symbolique qui s'étaient attaqués à ce qui était considéré comme « la plus belle station de métro » parisienne.